# Mokré Lazce
Mokré Lazce är en ort i Tjeckien. Den ligger i den östra delen av landet, 260 km öster om huvudstaden Prag. Mokré Lazce ligger 255 meter över havet och antalet invånare är 1 085.
Terrängen runt Mokré Lazce är platt åt nordost, men åt sydväst är den kuperad. Runt Mokré Lazce är det ganska tätbefolkat, med 124 invånare per kvadratkilometer. Närmaste större samhälle är Ostrava, 19,7 km öster om Mokré Lazce. I omgivningarna runt Mokré Lazce växer i huvudsak blandskog.